# La fuerza del destino (canción)
«La fuerza del destino» es el título del quinto sencillo en ser publicado del álbum Descanso dominical, estrenado oficialmente en todos los países de habla hispana a partir de 1989, del grupo Mecano. Bajo la autoría de Nacho Cano, la canción se convertiría en todo un éxito musical extendiéndose hasta inicios de 1990, tras permanecer por varias semanas consecutivas en las listas radiales de los rankings semanales.

## Descripción
Se trata, en líneas generales, de una canción producida en ritmo de balada-tecno aunque algunos la catalogan como una medio-tiempo: Es una canción de marcha lenta de contenido amoroso... Más específicamente la canción en sí nos habla de los típicos encuentros amorosos entre los jóvenes del sexo opuesto, amén de ser también autobiográfica de Nacho, ya que narra una historia personal muy allegada a él.
Hay que recordar que, en palabras del mismo autor, casi todas las canciones que él ha compuesto para Mecano son canciones autobiográficas ya que son historias que le han ocurrido a él mismo o a personas de su círculo íntimo. El mismo Nacho afirma que es incapaz de sentarse a componer sobre algo que no sea real, algo inventado en su mente, que no le haya pasado realmente a él. Tenemos por el ejemplo el caso de "Barco a Venus", canción que dentro de toda la metáfora utilizada en la letra, nos habla en realidad de su amigo Jordi "Toti" Árboles, quien murió por una sobredosis.
«La fuerza del destino», al igual que el tema de «El 7 de septiembre», están dedicadas a la misma persona: Coloma Fernández Armero, escritora que fue durante varios años novia de Nacho Cano, y cada una narra momentos diferentes de la relación de pareja que ellos mantuvieron juntos.
Como otras canciones del repertorio del grupo, a ésta también se le hizo la adaptación al italiano bajo el título de «La forza del destino», tema incluido en el álbum Figlio della Luna (1989).

## Lista de canciones
Sencillo: «La fuerza del destino»
Lado A: «La fuerza del destino»
Lado B: «El cine»

## Videoclip
El vídeo de esta canción fue grabado en 1988 y está protagonizado por una pareja que se ve abocada a compartir su destino. Nacho es el protagonista masculino y su pareja en la historia es Penélope Cruz, que en aquel entonces tenía 14 años de edad. Tiempo después, Cruz y Nacho Cano mantendrían una relación sentimental entre 1991 y 1996.
El rodaje se realizó en Madrid y en Asturias y contó con la dirección de Lucio Villalba. La producción del vídeo corrió por cuenta de Bus Producciones.

## Versiones de otros artistas
- Viborilla, "Versión rap en inglés" (1991).
- Fey, álbum La fuerza del destino (2004).
- No se lo digas a mamá, álbum: En tu fiesta me colé (2005).
- Ana Torroja (en solitario), álbum Me cuesta tanto olvidarte (2006).
- Arthur Hanlon, álbum Mecanomanía (2006).
- Los Leftovers, álbum Tributo a: Ana, José, Nacho (2010).
- Mecandance, álbum Mecandance (2010).
- Ana Torroja (en solitario - Directo), álbum Conexión (2015).
- Love of Lesbian e Iván Ferreiro, álbum Descanso dominical: tributo a Mecano (2019).